# Матюшенко Валентина Володимирівна
Валентина Матюшенко (17 листопада 1972 року, Полтава) — українська оперна співачка-сопрано, заслужена артистка України.

## Життєпис
Народилася в місті Полтаві. У 1989—1993 роках навчалася в Полтавському музичному училищі ім. М. В. Лисенка на вокальному відділенні (клас викладача Нагорного Є. М.). У 1995—2001 роках навчалася в Національній музичній академії України імені П.І Чайковського на кафедрі сольного співу (клас професорки Г. С. Сухорукової). У 2001—2004 роках навчалася в аспірантурі Національної музичної академії.
Гастролювала у Франції, Іспанії, Росії, Словенії, Азербайджані, Хорватії та ін.
Організаторка, продюсерка та виконавиця проєктів «Перлини бароко», «Музичні подорожі країнами світу», «Українські композитори. Класика і сучасність».
З вересня 2004 року — солістка Національної філармонії України.
Викладачка кафедри «Мистецтво співу» Академії мистецтв ім. П. Чубинського (м. Київ)
Викладачка кафедри «Камерний спів» Національної музичної академії України.

## Творчість
У репертуарі — партії Віолетти, Джильди з опер «Травіата», «Ріголетто» Дж. Верді, Мюзетти «Богема» Дж. Пуччіні, Марфи з оп. «Царева наречена» М. Римського-Корсакова, Барбаріни з оп. «Весілля Фігаро», Мадам Зільберкланг з оп. «Директор театру» В. А. Моцарта, партії сопрано з «Реквієму» В. А. Моцарта, партія Консепсіон з оп."Іспанська година" М. Равеля, партія Миколаївни з оп. «Біг» В. Бібіка, партія сопрано з кантати «Карміна Бурана» К. Орфа, численні партії з кантат, мес, мотетів композиторів епохи бароко: А. Скарлатті, Дж. Перголезі, А. Гассе, Дм. Бортнянського, А. Вівальді та ін.
Авторка і продюсерка циклу концертів «Перлини бароко», «Музичні подорожі країнами світу»,«Українські композитори. Класика та сучасність».

## Відзнаки
У січні 2010 року одержала звання «Заслужена артистка України». Лауреат Всеукраїнської мистецької премії ім. Олександра Білаша (2014). Лауреатка конкурсів:
- «Нові імена України»,
- Перший Міжнародний конкурс вокалістів імені Бюль-Бюля (1997, Баку),
- Міжнародний конкурс оперних співаків імені Леоніда Собінова (2002, Саратов),
- Міжнародний конкурс оперних співаків «Ондіна Отта» (2002, Марибор, Словенія),
- Міжнародний конкурс оперних співаків імені Марії Каллас (2003, Афіни)